# 布莱克方程
布莱克方程是一种用于描述半导体电路电迁移导致失效的平均故障时间（MTTF）数学模型——其中电迁移是指在固体中由电磁场引起的分子重排（运动）现象。
其方程可表示为：
{\displaystyle \mathrm {MTTF} ={\frac {A}{j^{n}}}e^{\left({\frac {Q}{kT}}\right)}}
其中
- {\displaystyle A}为常数
- {\displaystyle j}为电流密度
- {\displaystyle n}为模型参数
- {\displaystyle Q}为活化能
- {\displaystyle k}为波茲曼常數
- {\displaystyle T}为绝对温度

该模型是抽象的，并非基于特定的物理机理，而是灵活地描述了失效率对温度、电应力以及具体工艺和材料的依赖。与其说是“处方性”模型，不如说是“描述性”模型；其{\displaystyle A}、{\displaystyle n}与{\displaystyle Q}数值通过拟合实验数据获得。
该模型的价值在于，它可将在高温和高电应力条件下、短时间内获得的实验数据映射到实际工作条件下的预期器件失效率。实验数据通常通过运行组合的高温工作寿命（HTOL）、电应力以及其他相关工作环境变量而获得。